# 世田谷夜明け前
『世田谷夜明け前』（せたがやよあけまえ）は、日本のロックバンド、フラワーカンパニーズの10枚目のスタジオ・アルバム。2004年11月25日、トラッシュレコーズよりリリース。前作より1年ぶりのリリース。

## 収録曲
全作詞・特記以外作曲：鈴木圭介　全編曲：フラワーカンパニーズ
1. 深夜高速 (4:16)
  - 16thシングル曲。
2. 永遠の田舎者 (4:10)
3. 赤点ブギ (2:55)
  - 作曲：グレートマエカワ
4. 初恋 (3:58)
5. 忘れもの (2:53)
6. 空想無宿 (2:55)
7. 世田谷午前三時六分 (3:12)
8. 青い春 (3:35)
9. 野暮天ブギ (2:42)
  - 作曲：グレートマエカワ
10. 俺節 (3:11)
11. 寄鷺橋サンセット (3:48)
12. いろはにほの字(4:07)
13. アイム・オールライト (3:46)